# Olympische Sommerspiele 1976/Teilnehmer (Island)
| Gelbes Symbol für Goldmedaillen mit stilisierten Olympischen Ringen | Graues Symbol für Silbermedaillen mit stilisierten Olympischen Ringen | Braundes Symbol für Bronzemedaillen mit stilisierten Olympischen Ringen |
| ------------------------------------------------------------------- | --------------------------------------------------------------------- | ----------------------------------------------------------------------- |
| —                                                                   | —                                                                     | —                                                                       |

Island nahm an den Olympischen Sommerspielen 1976 in Montreal mit einer Delegation von 13 Sportlern (neun Männer und vier Frauen) in 22 Wettkämpfen in vier Sportarten teil. Ein Medaillengewinn gelang keinem der Sportler. Fahnenträger bei der Eröffnungsfeier war der Leichtathlet Óskar Jakobsson.

## Teilnehmer nach Sportarten

### Gewichtheben
- Guðmundur Sigurðsson
Mittelschwergewicht: 8. Platz

### Judo
- Viðar Guðjohnsen
Mittelgewicht: in der 1. Runde ausgeschieden

- Gísli Þorsteinsson
Halbschwergewicht: in der 2. Runde ausgeschieden

### Leichtathletik
Männer
- Bjarni Stefánsson
100 m: Vorläufe
400 m: Vorläufe

- Ágúst Ásgeirsson
1500 m: Vorläufe
3000 m Hindernis: Vorläufe

- Hreinn Halldórsson
Kugelstoßen: in der Qualifikation ausgeschieden

- Óskar Jakobsson
Speerwurf: in der Qualifikation ausgeschieden

- Elías Sveinsson
Zehnkampf: Wettkampf nicht beendet

Frauen
- Lilja Guðmundsdóttir
800 m: Vorläufe
1500 m: Vorläufe

- Disa Gísladóttir
Hochsprung: in der Qualifikation ausgeschieden

### Schwimmen
Männer
- Sigurður Ólafsson
100 m Freistil: Vorläufe
200 m Freistil: Vorläufe
400 m Freistil: Vorläufe
1500 m Freistil: Vorläufe

Frauen
- Vilborg Sverrisdóttir
100 m Freistil: Vorläufe
200 m Freistil: Vorläufe
400 m Freistil: Vorläufe

- Þórunn Alfreðsdóttir
100 m Schmetterling: Vorläufe
200 m Schmetterling: Vorläufe